# Adolf Schulten
Adolf Schulten (Elberfeld, 27 maggio 1870 – Erlangen, 19 marzo 1960) è stato un archeologo, storico e filologo tedesco che s'interessò soprattutto dell'archeologia e della topografia storica della Spagna e in particolare di Tartesso.

## Biografia
Figlio di Wilhelm Schulten (consigliere amministrativo di Federico Bayer y Cía) e Amanda Klarenbach, studiò presso le università di Göttingen, Bonn e Berlino, dove fu allievo di Ulrich von Wilamowitz-Möllendorff e Theodor Mommsen e conseguì il dottorato all'età di ventidue anni. Divenuto professore di storia antica a Göttingen dal 1896, nel 1907 si trasferì all'Università di Erlangen come professore straordinario della stessa disciplina e dove fu nominato professore ordinario nel 1909.
A ventiquattro anni, una borsa di studio dell'Istituto archeologico dell'Impero tedesco gli permise di visitare l'Italia , la Grecia e il Nord Africa (1894-95). Nel 1899 si recò per la prima volta in Spagna dove ritornò nel 1902, interessato alle rovine di Numanzia. Tra il 1905 e il 1914 compì, con il sostegno del Kaiser Guglielmo II, diverse campagne archeologiche in questa città celtiberica e nei siti romani circostanti. Il risultato del suo lavoro sul campo fu la pubblicazione di quattro volumi su Numantia. (Die Ergebnisse der Ausgrabungen) e una sintesi di questa opera in spagnolo, Historia de Numancia.
La prima guerra mondiale interruppe l'attività archeologica di Schulten in Spagna, ma non l'abbandono dei suoi studi e pubblicazioni sui suoi argomenti d'interesse. Terminato il conflitto, tornò immediatamente in Spagna. Alcuni mecenati di Barcellona e l'aiuto dell'Istituto di Studi Catalani gli permisero di condurre nel 1919 una ricerca nella costa mediterranea spagnola, propedeutica all'edizione critica dell'Ora Maritima di Rufo Festo Avieno (che fu pubblicata come il primo volume della sua Fontes Hispaniae Antiquae. Da quest'opera nacque l'interesse per Tartessos . Trovare le vestigia di questa mitica città finì per diventare per Schulten una vera ossessione, che non fu soddisfatta.
Intraprese degli scavi nell'attuale parco nazionale di Doñana , vicino alla foce del fiume Guadalquivir, e trovò una città romana nel Cerro del Trigo, che riteneva fosse una città situata sui resti della mitica città di Tertessos. Il risultato di queste indagini, tra gli altri, fu la pubblicazione di Tartessos: contribución a la historia más antigua de Occidente (Madrid, Revista de Occidente , 1924),e di una seconda edizione notevolmente migliorata e ampliata nel 1945 (Madrid, Espasa-Calpe), ristampata a Siviglia , 2006, e l'articolo intitolato Los tirsenos en España (Ampurias 2, 1940, pp. 33–54).
Tra gli altri lavori di scavo in tutto il paese portarono alla luce le rovine del sito romano di Castra Cecilia , situato non lontano dall'attuale città di Càceres. Si dedicò anche allo studio delle guerre cantabriche per la prima volta (29 a.C.-19 a.C.) per la prima volta nel suo libro Los Cantabrros y Ástures.  Fu anche l'autore dell'opera completa Iberische Landeskunde: Geographie des antiken Spanien.  Molto popolari in Portogallo e in Spagna furono le sue due biografie su Viriato ( Oporto , 1927) e Quinto Sertorio ( Lipsia , 1926 e Barcellona , 1949).
Progettò un lavoro ambizioso di importanza decisiva per gli studi sull'antichità spagnola, la Fontes Hispaniae Antiquae ( FHA ), che, in diversi volumi, doveva raccogliere tutti i testi antichi e altomedievali riguardanti la Spagna .
La Royal Academy of History nominò Adolf Schulten membro corrispondente nel 1905 e nel 1907 gli fu concessa la "Encomienda de número" dell'Ordine di Alfonso XII. Nel 1940 ricevette dal capo dello Stato la Gran Croce dell'Ordine di Alfonso X il Saggio e, dall'Università di Barcellona, il dottorato onorario, al compimento del suo settantesimo compleanno.
Tutte le opere di Schulte, le sue teorie, ebbero dall'inizio del XX secolo, e per decenni, un enorme peso nella storia antica e nell'archeologia spagnola, e molti autori continuano a citarlo con riverenza. Tuttavia, negli ultimi tempi è stato osservato tra alcuni storici spagnoli l'inizio di un movimento critico nei confronti dei suoi studi.

## Alcune pubblicazioni
- Die römischen Grundherrschaften. Eine agrarhistorische Untersuchung . Felber, Weimar 1896.
- Die Keltiberer und ihre Kriege mit Rom. Bruckmann, Monaco di Baviera 1914 (Numantia, 1).
- Eine neue Römerspur a Westfalen. In: Bonner Jahrbücher, Heft 124, 1917
- Tartessos. Ein Beitrag zur ältesten Geschichte des Westens . Friederichsen, Amburgo 1922. 2ª ed. revisionato da Cram, de Gruyter & Co, Amburgo 1950 (anche in spagnolo)
- Idyllen vom Lago Maggiore. Palm und Enke, Erlangen 1922. 3ª ed. 1953.
- Avieni Ora maritima (Periplus Massiliensis saec VI . Bosch, Barcellona 1922
- Sertorius . Dieterich, Leipzig 1926.
- Die Lager des Scipio. Bruckmann, Monaco di Baviera 1927 (Numantia, 3).
- Tartessos und Atlantis, 1927
- Die Lager bei Renieblas. Bruckmann, Monaco di Baviera 1929 (Numantia, 4).
- Geschichte von Numantia. Piloty & Loehle, Monaco di Baviera 1933.
- Masada, die Burg des Herod und die Römischen Lager . Hinrichs, Leipzig 1933.
- Atlantis , Aarau (Sauerländer) 1939
- Cincuenta y cinco años de investigación en España. Rosa, Reus 1953
- Landeskunde. Geographie des antiken Spanien. 2 v. Heitz, Strasburgo 1955-1957 (con traduzione in spagnolo) v. 1 nel 2 ° ed. 1974.
- Los cántabros y astures y su guerra con Roma. Espasa-Calpe, Madrid 1962.
- Cartagena en la antigüedad. Áglaya, Cartagena 2004.
- Adolf Schulten Epistolario y referencias historiográficas. Egartorre, Madrid 2008.